# 平凡人的致敬

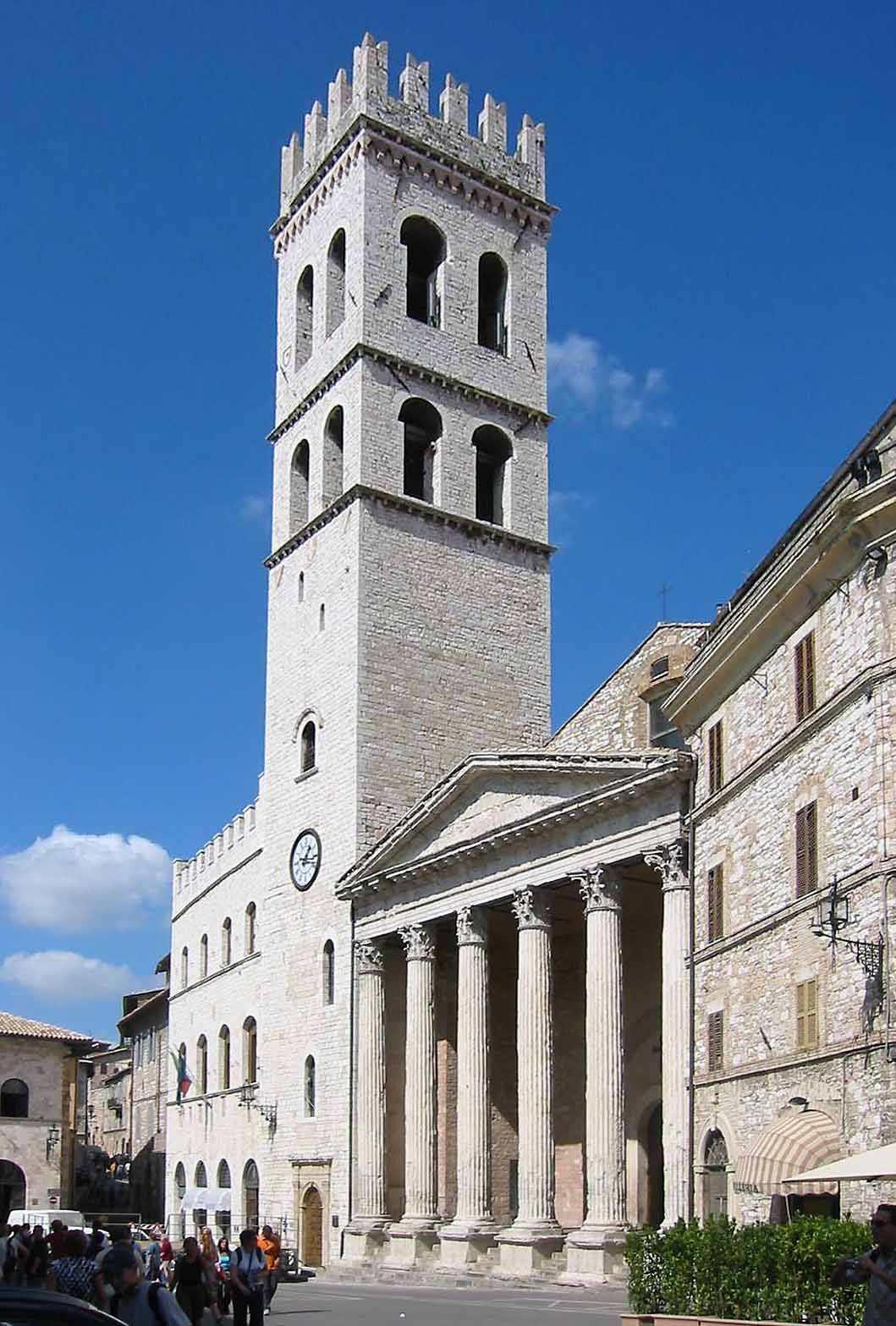

《平凡人的致敬》（Omaggio dell'uomo semplice）是亚西西的圣方济各上层圣殿中湿壁画《方济各生平组画》二十八个场景中的第一个，由乔托绘制于1295-1299年，尺寸为 230 x 270 厘米。
在壁画中，尽管它是方济各生平组画的第一幅，但也是最后执笔绘制的壁画之一，也许是因为这部分墙壁与圣像的脚手架相接合。
画面颇为简洁，描绘圣方济各经过时，有人将斗篷铺在地上。画中的圣方济各并没有描绘得变大或描绘成正面姿势，而是像普通人一样，只有光环作为唯一的识别。其他人物是随机经过的市民，按照当时的时尚穿着。